# Jacques Fouchier
Pour les articles homonymes, voir Fouchier.
 (juillet 2021).
Si vous disposez d'ouvrages ou d'articles de référence ou si vous connaissez des sites web de qualité traitant du thème abordé ici, merci de compléter l'article en donnant les références utiles à sa vérifiabilité et en les liant à la section « Notes et références ».
Jacques Fouchier, né le 10 juin 1913 à Mauzé-sur-le-Mignon (Deux-Sèvres) et mort le 23 février 1994 à Saint-Maixent-l'École (Deux-Sèvres), est un homme politique français.

## Biographie
Jacques Fouchier, après des études menées à Toulouse, exerce comme son père la profession de vétérinaire. Installé à Saint-Maixent, il entame une carrière politique locale en étant élu, en 1951, conseiller général des Deux-Sèvres.
Deux ans plus tard, il est élu au conseil municipal de Saint-Maixent.
C'est en 1958 que sa carrière politique « décolle » : candidat du Centre national des indépendants aux législatives, il arrive en tête du premier tour avec 28 % des voix, et est élu largement au second (60 %).
L'année suivante, lors des municipales, il est élu maire de Saint-Maixent.
À l'assemblée nationale, il apparaît comme un député assez classique, soutenant la politique du pouvoir, et n'intervenant que sur des questions relevant de ses compétences ou en lien avec sa circonscription (comme la sauvegarde de l'école militaire de Saint-Maixent).
Comme la majorité des députés « modérés », il vote en 1962 la censure du gouvernement Pompidou. Lors des législatives anticipées qui suivent, il est réélu, au second tour avec 42 % des voix, lors d'une quadrangulaire, avec pour principal opposant le gaulliste Henri Ingrand.
Membre du groupe du Centre démocratique à l'assemblée, il est désormais clairement dans l'opposition. Son activité parlementaire reste très centrée sur les intérêts locaux.
Entré en 1966 au bureau national du CNI, il est réélu pour un troisième mandat de député en 1967 : largement en tête du premier tour (46 %), il frôle la majorité absolue (49,4 %) au second, où il est opposé à un socialiste et un gaulliste. Il siège alors au groupe Progrès et démocratie moderne. Cette même année, il devient président du Conseil général des Deux-Sèvres. S'il n'hésite pas à voter la censure contre le gouvernement Pompidou, en 1967, il refuse en revanche de le faire en mai 1968 lorsque ce sont les groupes socialistes et communistes qui sont à l'initiative.
De fait, les gaullistes ne présentent pas de candidat contre lui lors des élections anticipées de 1968. N'ayant à affronter qu'un socialiste et un communiste, Jacques Fouchier l'emporte haut la main dès le premier tour (70 % des voix).
Il intervient alors beaucoup plus fréquemment dans les débats parlementaires, mais jamais sur des grandes questions de politique nationale.
En 1970, alors qu'il est président sortant du conseil général, il est battu aux cantonales. Vivant cet échec comme un désaveu de son action locale, il démissionne dans la foulée de son mandat de maire de Saint-Maixent, et quitte le conseil municipal.
Il n'abandonne cependant pas la vie politique. En 1973, il est de nouveau candidat aux législatives, et, seul candidat de droite, obtient 60 % dès le premier tour. Il est alors élu président de la commission de la production et des échanges de l'assemblée. Dès avril 1973, il se rapproche de la majorité en votant la confiance au gouvernement Messmer.
Après l'élection de Valéry Giscard d'Estaing à la présidence de la République, Jacques Fouchier quitte le groupe de l'Union centriste pour s'apparenter à celui des Républicains indépendants, le parti du nouveau chef de l'État. Il devient alors une « figure » de la vie parlementaire, intervenant de façon systématique dans les débats en séance, surtout sur les questions économiques, en lien avec ses fonctions à la commission.
Il apparaît aussi comme un des ténors de la droite catholique, intervenant contre la Loi Veil sur l'IVG, ou contre la loi sur le divorce par consentement mutuel.
Facilement réélu, dès le premier tour, aux législatives de 1978 (59,4 % des voix), avec l'étiquette de l'UDF, il entre au gouvernement, comme secrétaire d'État auprès du ministre de l'Agriculture, Pierre Méhaignerie. fonction qu'il conserve jusqu'à la présidentielle de 1981. Mais sans domaine de responsabilité propre, il apparaît surtout comme un supplétif du ministre.
Malgré la poussée de la gauche aux législatives de 1981, Fouchier est facilement réélu dans sa circonscription, dont les électeurs, très conservateurs, lui donnent une majorité dès le premier tour (52,8 %).
À l'Assemblée, il n'est qu'apparenté au groupe UDF. Il est d'ailleurs assez critique avec la ligne de la direction du CNI, ce qui le conduit à participer à la fondation du Club barriste « Présence indépendante et libérale", aux côtés de Maurice Ligot, qui vient d'être exclu du CNI, Léon Jozeau-Marigné, Olivier d'Ormesson, et Jacques Ducrocq, tous membres du CNI.
Désormais dans l'opposition, il intervient assez peu, et vote de façon assez systématique contre les textes proposés par le gouvernement.
En 1986, il décide de ne pas se représenter aux législatives, et abandonne la vie politique.

## Décoration
- Commandeur de l'ordre du Mérite agricole (1981)[1].

## Fonction ministérielle
- Secrétaire d’État auprès du ministre de l'Agriculture du gouvernement Raymond Barre (3), du 6 avril 1978 au 13 mai 1981.

## Mandat parlementaire
- Député des Deux-Sèvres du 30 novembre 1958 au 1er avril 1986, membre du CNIP mais élu sous diverses étiquettes (dont UDF).